# 第30回東京国際映画祭
第30回東京国際映画祭（だい30かいとうきょうこくさいえいがさい）は、2017年10月25日（水）から11月3日（金・祝）の10日間に開催された東京国際映画祭。

## 概要
第30回東京国際映画祭は、2016年12月21日に開催日とメイン会場が発表された。
2017年3月10日には映画祭トップに久松猛朗（過去にワーナーエンターティメント・ジャパンでワーナーブラザース映画副代表、松竹株式会社で常務取締役等を務めた）が就き、役職名も第26回（2013年）から使われていた「東京国際映画祭ディレクター・ジェネラル」から「フェスティバル・ディレクター」に変更された。第26回（2013年）から映画祭トップだった椎名保（ユニジャパン副理事長）はTIFFCOMの代表CEOを務める。
第30回東京国際映画祭は、2017年4月14日から7月14日の間にコンペティション部門の作品エントリーを受け付け、88の国と地域から1538作品が応募された。
第30回東京国際映画祭は、まず2017年5月18日に、第30回記念特別企画としてJapan Now部門にて女優特集「Japan Now 銀幕のミューズたち」を設け、安藤サクラ・蒼井優・満島ひかり・宮﨑あおいの4名の女優を特集することが発表された。
6月14日に、日本のアニメーションが公開されて100周年である2017年のアニメーション企画が原恵一の特集上映「原恵一の世界」であることが発表された。
7月3日に、4回目となる国際交流基金アジアセンターpresents「CROSSCUT ASIA」のテーマを「ネクスト!東南アジア」と発表した。過去3回のテーマは「タイ」「フィリピン」「インドネシア」と一つの国を取り上げてきたが、第30回は東南アジア各国の作品が上映される。
7月31日に、東京国立近代美術館フィルムセンターとの共催企画が「ジョージ・イーストマン博物館 映画コレクション」であること、2つの野外上映企画を行うこと（3作品上映の「Tower Light Cinema」と第30回記念でこれまでの東京国際映画祭での上映作品を上映する「Cinema Arena 30!」）、ハロウィンに合わせて10月28日（土）の夜にオールナイトイベント「ミッドナイト・フィルム・フェス!」を行うことが発表された。
9月12日に、2017年の「歌舞伎座スペシャルナイト」の演目と、日本映画クラシック部門の上映作品が発表された。
9月16日に、オープニング作品・クロージング作品・オープニングスペシャルを含む特別招待作品のラインナップの情報が解禁された
9月26日に、各部門の全ラインナップ・審査委員・各イベントが発表され、この発表記者会見の模様はYouTubeによるライヴストリーミングで生中継された。
なお、上映スケジュールは10月5日夜に発表された。
2017年の東京国際映画祭は、10月25日（水）から11月3日（金・祝）の10日間に開催された。初日が水曜日なのは初めて。最終日が金曜日なのは第27回（2014年）以来で3年ぶり。最終日が文化の日なのは、第29回（2016年）から2回連続。映画祭期間が11月にかかるのも第29回（2016年）から2回連続（それ以外には第10回（1997年）〜第15回（2002年）があるのみ）。開催期間が10日間なのは第28回（2015年）から3回連続。映画祭期間中に日曜日が1回しかないのは、第26回〜第30回の5回のみ。
東京の六本木・銀座で開催された。六本木が主要会場になるのは、第17回（2004年）から14回連続。銀座で開催されるのは第27回（2014年）から4回連続。銀座での上映は、10月26日（月）の「歌舞伎座スペシャルナイト」1プログラムのみ。
上映会場には、第17回（2004年）から14回連続で会場となるシネコンのTOHOシネマズ六本木ヒルズ（スクリーン1〜3・6〜9、なおスクリーン8・9は2015年の改装前のスクリーン6・5）以外は、映画館ではない以下の2施設、第29回（2016年）に続いて2回目のEXシアター六本木と、第27回（2014年）から4回連続の歌舞伎座（1プログラムのみ）が使われた（「ジョージ・イーストマン博物館 映画コレクション」は京橋の東京国立近代美術館フィルムセンター 大ホールにて11月5日（日）まで開催）。
映画祭のメインであるコンペティション部門の15作品は、全作品2回ずつの上映となる。日本映画以外の13作品は、TOHOシネマズ六本木ヒルズのスクリーン9（256席）とEXシアター六本木（920席）とで1回ずつ上映された。日本映画2作品は、TOHOシネマズ六本木ヒルズのスクリーン7（531席）とスクリーン9（256席）とで1回ずつ上映された。さらに最終日には、東京グランプリ受賞作品がTOHOシネマズ六本木ヒルズのスクリーン7（531席）、観客賞受賞作品がTOHOシネマズ六本木ヒルズのスクリーン2（351席）にて再上映された。
部門は「コンペティション」、「アジアの未来」、「日本映画スプラッシュ」、「特別招待作品」（「特別上映」含む）、「ワールド・フォーカス」、「国際交流基金アジアセンター presents CROSSCUT ASIA #04 ネクスト! 東南アジア」、「Japan Now」、「ユース」、「日本映画クラシックス」、「第30回東京国際映画祭プレゼンツ 歌舞伎座スペシャルナイト」、「映画監督 原 恵一の世界」など。
第29回に新設された「ユース」部門は、前回の「少年・少女が主人公の映画で世代を問わない作品を集めた」部門から、第30回は「若い映画ファン・映像作家の創出を目的に設立された」部門に変わった。
第30回のコンペティション部門の最高賞の名称は、第29回（2016年）に続き「東京グランプリ」（第2回（1987年）から第17回（2004年）までと第27回（2014年）も最高賞は「東京グランプリ」）。
この第30回からコンペティション部門賞に「最優秀脚本賞 Presented by WOWOW」が創設された。その代わり第27回（2014年）から第29回（2016年）まであって「WOWOW賞」（WOWOW加入者から選ばれた審査員がコンペティション部門上映作から選ぶ作品賞）は廃止された。
この第30回から「東京ジェムストーン賞」が創設された。これは、宝石のような輝きを放った若手俳優に贈られる賞である。
第28回（2015年）に新設された「“ARIGATŌ（ありがとう）”賞」は、第30回では設けられなかった。
オープニング作品は『鋼の錬金術師』、クロージング作品は『不都合な真実2 放置された地球』。また、第30回記念のオープニングスペシャル作品として『空海-KU-KAI-』の特別フッテージが上映された。オープニング作品に日本映画（合作映画は除く）が選ばれるのは第20回（2007年）以来10年ぶり。クロージング作品に外国映画が選ばれるのは第25回（2012年）以来5年ぶり。
この第30回では東京国際映画祭としては初めてクラウドファンディングによる出資者の募集も行われた。これはサイバーエージェントグループのクラウドファンディングサービス「Makuake（マクアケ）」を利用したもの。金額としては5,400円、10,800円（300名限定）、32,400円（このコースは先着100名のみ27,000円）、54,000円（50名限定）、108,000円（20名限定）、216,000円（10名限定）、540,000円（5名限定）の7つのコースが用意され、集める目標金額は1,000,000円とされた。実際には43人が資金を出し、1,431,000円を集めた。集めたお金は映画祭内で行われるハロウィン・イベント、無料参加イベント、食のイベントなどの費用と映画祭のセキュリティ強化の費用に使われた。
この第30回では、オープニング作品『鋼の錬金術師』、特別招待作品『泥棒役者』、ワールド・フォーカス部門『イスマエルの亡霊たち』の3作品のみ、チケットの一般販売はなく、応募した人の中から抽選で当選した人のみに販売する試みを初めて行うことが発表された。
チケット価格は、オープニング作品・クロージング作品が前回の一般2,000円/学生1,500円から一般2,500円/学生2,000円に値上がった。コンペティション部門・アジアの未来部門・日本映画スプラッシュ部門・CROSSCUT ASIAは前回の一般1,300円から一般1,500円に値上がった。ユース部門・みなと上映会・監督協会新人賞上映・PFFアワード2017グランプリ受賞作品上映・SKIPシティ国際Dシネマ映画祭2017受賞作品上映は、前回の一般1,000円/学生500円から一般1,300円/学生1,000円に値上がった。
第24回から行われている「学生の当日料金＝500円」は、第30回でも殆どの部門にて行われた（例外は、オープニング作品とクロージング作品とオールナイトイベント（ミッドナイト・フィルム・フェス！など）のみで、これらの学生料金は当日も前売りも同じ値段となっている）。
第30回東京国際映画祭アンバサダーには橋本環奈が就いた。
コンペティション部門のプログラミング・ディレクターは矢田部吉彦。アジアの未来部門は石坂健治。

## 上映作品
ワールド・プレミアは世界初上映、インターナショナル・プレミアは製作国以外で初上映、アジアン・プレミアはアジアにて初上映となったことを意味する。
原則として英語字幕・日本語字幕付き（ただし、英語の台詞には日本語字幕のみ、日本語の台詞には英語字幕のみ）での上映だが、一部の作品では英語字幕無しでの上映となる。

### コンペティション
| 上映題 （劇場公開題・DVD題）              | 英語題 （原題）                 | 監督                                  | 製作国                                               | 備考                                                                                         |
| ----------------------------------------- | ------------------------------- | ------------------------------------- | ---------------------------------------------------- | -------------------------------------------------------------------------------------------- |
| アケラット－ロヒンギャの祈り              | AQÉRAT (We the Dead) (阿奇洛 )  | エドモンド・ヨウ                      | マレーシア                                           | 最優秀監督賞 受賞 東京ジェムストーン賞 受賞 ワールド・プレミア上映                           |
| ナポリ、輝きの陰で                        | Crater (Il Cratere )            | シルヴィア・ルーツィ ルカ・ベッリーノ | イタリア                                             | 審査委員特別賞 受賞 インターナショナル・プレミア上映                                         |
| ペット安楽死請負人                        | Euthanizer (Armomurhaaja )      | テーム・ニッキ                        | フィンランド                                         | 最優秀脚本賞 受賞 アジアン・プレミア上映                                                     |
| さようなら、ニック                        | Forget About Nick               | マルガレーテ・フォン・トロッタ        | ドイツ                                               | ワールド・プレミア上映                                                                       |
| グレイン                                  | Grain (Buğday )                 | セミフ・カプランオール                | トルコ · ドイツ · フランス · スウェーデン · カタール | 東京グランプリ 受賞 アジアン・プレミア上映                                                   |
| グッドランド                              | Gutland                         | ゴヴィンダ・ヴァン・メーレ            | ルクセンブルク · ドイツ · ベルギー                   | アジアン・プレミア上映                                                                       |
| ザ・ホーム－父が死んだ                    | The Home (Ev )                  | アスガー・ユセフィネジャド            | イラン                                               | インターナショナル・プレミア上映                                                             |
| 迫り来る嵐                                | The Looming Storm (暴雪将至 )   | ドン・ユエ                            | 中華人民共和国                                       | 最優秀男優賞 受賞 最優秀芸術貢献賞 受賞 ワールド・プレミア上映 2019年1月15日に日本で劇場公開 |
| 最低。                                    | The Lowlife                     | 瀬々敬久                              | 日本                                                 | ワールド・プレミア上映 2017年11月25日に日本で劇場公開                                        |
| マリリンヌ                                | Maryline                        | ギヨーム・ガリエンヌ                  | フランス                                             | 最優秀女優賞 受賞 東京ジェムストーン賞 受賞 インターナショナル・プレミア上映                 |
| 泉の少女ナーメ                            | Namme                           | ザザ・ハルヴァシ                      | ジョージア · リトアニア                              | ワールド・プレミア上映                                                                       |
| シップ・イン・ア・ルーム                  | SHIP IN A ROOM (Korab v Staya ) | リュボミル・ムラデノフ                | ブルガリア                                           | ワールド・プレミア上映                                                                       |
| スパーリング・パートナー （負け犬の美学） | Sparring                        | サミュエル・ジュイ                    | フランス                                             | アジアン・プレミア上映 2018年10月12日に日本で劇場公開                                        |
| スヴェタ                                  | Sveta                           | ジャンナ・イサバエヴァ                | カザフスタン                                         | ワールド・プレミア上映                                                                       |
| 勝手にふるえてろ                          | Tremble All You Want            | 大九明子                              | 日本                                                 | 観客賞 受賞 東京ジェムストーン賞 受賞 ワールド・プレミア上映 2017年12月23日に日本で劇場公開  |

### アジアの未来
| 上映題 （劇場公開題・DVD題） | 英語題 （原題）                               | 監督                             | 製作国            | 備考                                                                            |
| ---------------------------- | --------------------------------------------- | -------------------------------- | ----------------- | ------------------------------------------------------------------------------- |
| アリフ、ザ・プリン（セ）ス   | Alifu, the Prince/ss (阿莉芙 )                | ワン・ユーリン                   | 中華民国          | ワールド・プレミア上映                                                          |
| ビオスコープおじさん         | Bioscopewala                                  | デーブ・メーデーカル             | インド            | ワールド・プレミア上映                                                          |
| 人生なき人生                 | Life without Life (Zendegie Bedoone Zendegi ) | カワェ・モインファル             | イラン            | ワールド・プレミア上映                                                          |
| 老いた野獣                   | Old Beast (老兽 )                             | チョウ・ズーヤン                 | 中華人民共和国    | アジアの未来 スペシャルメンション 受賞 インターナショナル・プレミア上映         |
| 僕の帰る場所                 | Passage of Life                               | 藤元明緒                         | 日本 · ミャンマー | 作品賞 受賞 国際交流基金アジアセンター特別賞 受賞 ワールド・プレミア上映        |
| ある肖像画                   | The Portrait (Ang Larawan )                   | ロイ・アルセニャス               | フィリピン        | ワールド・プレミア上映                                                          |
| 殺人の権利                   | The Right to Kill (Tu Pug Imatuy )            | アーネル・“アルビ”・バルバローナ | フィリピン        | インターナショナル・プレミア上映 シナグ・マニラ映画祭2017 最優秀作品賞 受賞作品 |
| 現れた男                     | Someone from Nowhere (Ma Na Thee Nee )        | プラープダー・ユン               | タイ              | ワールド・プレミア上映                                                          |
| ソウル・イン                 | Soul Inn (花花世界灵魂客 )                    | チョン・イー                     | 中華人民共和国    | ワールド・プレミア上映                                                          |
| ポーカーの果てに             | Taksim Hold'em                                | ミヒャエル・オンデル             | トルコ            | ワールド・プレミア上映                                                          |

### 日本映画スプラッシュ
| 上映題 （劇場公開題・DVD題）     | 英語題                               | 監督       | 製作国          | 備考                                                  |
| -------------------------------- | ------------------------------------ | ---------- | --------------- | ----------------------------------------------------- |
| アイスと雨音                     | Ice Cream and the Sound of Raindrops | 松居大悟   | 日本            | ワールド・プレミア上映 2018年春に日本で劇場公開       |
| 飢えたライオン                   | The Hungry Lion                      | 緒方貴臣   | 日本            | ワールド・プレミア上映                                |
| うろんなところ                   | Ambiguous Places                     | 池田暁     | 日本            | ワールド・プレミア上映                                |
| おじいちゃん、死んじゃったって。 | Goodbye, Grandpa!                    | 森ガキ侑大 | 日本            | ワールド・プレミア上映 2017年11月4日に日本で劇場公開  |
| Of Love & Law                    | Of Love & Law                        | 戸田ひかる | 日本 · イギリス | 作品賞 受賞 ワールド・プレミア上映                    |
| 神と人との間                     | Between Men and the Gods             | 内田英治   | 日本            | ワールド・プレミア上映 2018年に日本で劇場公開         |
| 地球はお祭り騒ぎ                 | Party 'Round the Globe               | 渡辺紘文   | 日本            | ワールド・プレミア上映                                |
| 二十六夜待ち                     | Waiting for the Moon                 | 越川道夫   | 日本            | ワールド・プレミア上映 2017年12月23日に日本で劇場公開 |
| ひかりの歌                       | Listen to Light                      | 杉田協士   | 日本            | ワールド・プレミア上映                                |

### 特別招待作品
| 上映題 （劇場公開題・DVD題）                 | 英語題 （原題）                           | 監督                              | 製作国                          | 備考 |
| -------------------------------------------- | ----------------------------------------- | --------------------------------- | ------------------------------- | --- |
| 鋼の錬金術師                                 | FULLMETAL ALCHEMIST                       | 曽利文彦                          | 日本                            | ワールド・プレミア上映 2017年12月1日に日本で劇場公開 |
| 空海―KU-KAI― （空海-KU-KAI- 美しき王妃の謎） | Legend of the Demon Cat (妖猫傳 )         | チェン・カイコー                  | 中華人民共和国 · 日本 · 香港    | 特別映像の上映のみ 『空海―KU-KAI―』は2018年2月に日本で劇場公開                                                                                                 |
| 不都合な真実2 放置された地球                 | An Inconvenient Sequel: Truth to Power    | ボニー・コーエン ジョン・シェンク | アメリカ合衆国                  | 2017年11月17日に日本で劇場公開 |
| エンドレス・ポエトリー                       | Endless Poetry (Poesía sin fin )          | アレハンドロ・ホドロフスキー      | フランス · チリ · 日本          | 英語字幕無しでの上映 2017年11月18日に日本で劇場公開 |
| オトトキ                                     | Vibration: THE YELLOW MONKEY              | 松永大司                          | 日本                            | 2017年11月11日に日本で劇場公開 |
| 牙狼〈GARO〉 神ノ牙-KAMINOKIBA-              | GARO -KAMINOKIBA-                         | 雨宮慶太                          | 日本                            | ワールド・プレミア上映 2018年に日本で劇場公開 |
| KUBO/クボ 二本の弦の秘密                     | Kubo and the Two Strings                  | トラヴィス・ナイト                | アメリカ合衆国                  | 第89回アカデミー賞 長編アニメ映画賞・視覚効果賞 ノミネート作品 2017年11月18日に日本で劇場公開                                                                  |
| シェイプ・オブ・ウォーター                   | The Shape of Water                        | ギレルモ・デル・トロ              | アメリカ合衆国                  | 第74回ヴェネツィア国際映画祭 コンペティション部門 最高賞（金獅子賞） 受賞作品 2018年3月1日に日本で劇場公開                                                     |
| 写真甲子園 0.5秒の夏                         | Shashin Koshien Summer in 0.5 Seconds     | 菅原浩志                          | 日本                            | ワールド・プレミア上映 2017年11月18日に日本で劇場公開 |
| スリー・ビルボード                           | Three Billboards Outside Ebbing, Missouri | マーティン・マクドナー            | イギリス                        | アジアン・プレミア上映 第74回ヴェネツィア国際映画祭 コンペティション部門 脚本賞 受賞作品 第42回トロント国際映画祭 観客賞 受賞作品 2018年2月1日に日本で劇場公開 |
| 泥棒役者                                     | The Stand-In Thief                        | 西田征史                          | 日本                            | 2017年11月18日に日本で劇場公開 |
| パンとバスと2度目のハツコイ                  | our blue moment                           | 今泉力哉                          | 日本                            | ワールド・プレミア上映 2018年2月17日に日本で劇場公開 |
| 巫女っちゃけん。                             | MIKO GIRL                                 | グ スーヨン                       | 日本                            | 2018年2月3日に日本で劇場公開 |
| Mr. Long/ミスター・ロン                      | Mr. Long                                  | SABU                              | 日本 · 香港 · 中華民国 · ドイツ | 2017年12月に日本で劇場公開 |
| ミッドナイト・バス                           | MIDNIGHT BUS                              | 竹下昌男                          | 日本                            | ワールド・プレミア上映 2018年春に日本で劇場公開 |
| MUTAFUKAZ                                    | MUTAFUKAZ                                 | 西見祥示郎 ギヨーム・ルナール     | フランス · 日本                 | アジアン・プレミア上映 |
| Ryuichi Sakamoto: CODA                       | Ryuichi Sakamoto: CODA                    | スティーブン・ノムラ・シブル      | アメリカ合衆国 · 日本           | 2017年11月4日に日本で劇場公開 |
| ローガン・ラッキー                           | Logan Lucky                               | スティーヴン・ソダーバーグ        | アメリカ合衆国                  | 2017年11月18日に日本で劇場公開 |

#### 特別上映
| 上映題 （劇場公開題・DVD題）                            | 英語題 （原題）                                                | 監督                   | 製作国                              | 備考                                                                              |
| ------------------------------------------------------- | -------------------------------------------------------------- | ---------------------- | ----------------------------------- | --------------------------------------------------------------------------------- |
| ドルフィン・マン                                        | Dolphin Man                                                    | レフトリス・ハリートス | ギリシャ · フランス · 日本 · カナダ | アジアン・プレミア上映 2017年11月26日にWOWOWプライムにて放映                      |
| 果し合い                                                | A DUEL TALE                                                    | 杉田成道               | 日本                                | 2015年の作品 2015年11月7日に日本で劇場公開 時代劇専門チャンネルのオリジナル時代劇 |
| リュミエール!                                           | Lumiere! (Lumière! L'aventure commence )                       | ティエリー・フレモー   | フランス                            | アジアン・プレミア上映 2017年10月28日に日本で劇場公開                             |
| リオデジャネイロ2016オリンピック公式フィルム:休戦の日々 | Days of Truce, the Official Film of the Olympic Games Rio 2016 | ブレノ・シルヴェイラ   | ブラジル                            | ワールド・プレミア上映                                                            |

### ワールド・フォーカス
| 上映題 （劇場公開題・DVD題）                         | 英語題 （原題）                                 | 監督                              | 製作国                         | 備考 |
| ---------------------------------------------------- | ----------------------------------------------- | --------------------------------- | ------------------------------ | --- |
| ガーディアンズ                                       | The Guardians (Les Gardiennes )                 | グザヴィエ・ボーヴォワ            | フランス · スイス              | アジアン・プレミア上映 |
| シリアにて                                           | Insyriated                                      | フィリップ・ヴァン・レウ          | ベルギー · フランス · レバノン | 第67回ベルリン国際映画祭 パノラマ部門観客賞 受賞作品 |
| イスマエルの亡霊たち                                 | Ismael's Ghosts (Les Fantômes d'Ismaël )        | アルノー・デプレシャン            | フランス                       | アジアン・プレミア上映 第70回カンヌ国際映画祭 オープニング作品 ディレクターズ版（134分）を上映                                                           |
| キープ・ザ・チェンジ                                 | Keep the Change                                 | レイチェル・イスラエル            | アメリカ合衆国                 | アジアン・プレミア上映 第16回トライベッカ映画祭 最優秀アメリカ映画賞 受賞作品                                                                            |
| レット・ザ・サンシャイン・イン                       | Let the Sunshine In (Un Beau Soleil Intérieur ) | クレール・ドゥニ                  | フランス                       | 第70回カンヌ国際映画祭 監督週間 オープニング作品 第70回カンヌ国際映画祭 監督週間SACD賞 受賞作品                                                          |
| ライフ・アンド・ナッシング・モア                     | Life and Nothing More                           | アントニオ・メンデス・エスパルサ  | スペイン · アメリカ合衆国      | アジアン・プレミア上映 第65回サン・セバスティアン国際映画祭 コンペティション部門 上映作品 第65回サン・セバスティアン国際映画祭 国際批評家連盟賞 受賞作品 |
| マカラ                                               | Makala                                          | エマニュエル・グラス              | フランス                       | 第70回カンヌ国際映画祭 国際批評家週間作品賞 受賞作品 第70回カンヌ国際映画祭 最優秀ドキュメンタリー賞（ルイユ・ドール）特別賞 受賞作品                    |
| レインボウ                                           | Rainbow (Una Questione Privata )                | パオロ&ヴィットリオ・タヴィアーニ | イタリア · フランス            | |
| サッドヒルを掘り返せ                                 | Sad Hill Unearthed                              | ギレルモ・デ・オリベイラ          | スペイン                       | アジアン・プレミア上映 2019年3月8日に日本で劇場公開 |
| スウィート・カントリー                               | Sweet Country                                   | ウォーリック・ソーントン          | オーストラリア                 | アジアン・プレミア上映 第74回ヴェネツィア国際映画祭 コンペティション部門 審査員特別賞 受賞作品                                                           |
| 隣人たち                                             | The Cousin (Ha Ben Dod )                        | ツァヒ・グラッド                  | イスラエル                     | アジアン・プレミア上映 第74回ヴェネツィア国際映画祭 オリゾンティ部門 上映作品                                                                            |
| Have a Nice Day                                      | Have a Nice Day (好极了 )                       | リウ・ジエン                      | 中華人民共和国                 | 第67回ベルリン国際映画祭 コンペティション部門 上映作品                                                                                                   |
| 詩人の恋                                             | The Poet and the Boy (시인의 사랑 )             | キム・ヤンヒ                      | 大韓民国                       | |
| ナッシングウッドの王子                               | The Prince of Nothingwood (Nothingwood )        | ソニア・クロンルンド              | フランス · ドイツ              | 第70回カンヌ国際映画祭 監督週間 上映作品 |
| セクシー・ドゥルガ                                   | Sexy Durga                                      | サナル・クマール・シャシダラン    | インド                         | 第46回ロッテルダム国際映画祭 最高賞（タイガー・アワード） 受賞作品                                                                                       |
| 石頭                                                 | Stonehead (石头 )                               | チャオ・シアン                    | 中華人民共和国                 | 第67回ベルリン国際映画祭 ジェネレーション部門 上映作品                                                                                                   |
| こんなはずじゃなかった! （恋するシェフの最強レシピ） | This is Not What I Expected (喜歡‧你 )          | デレク・ホイ                      | 香港 · 中華人民共和国          | |
| アンダーグラウンド                                   | Underground (Pailalim )                         | ダニエル・R・パラシオ             | フィリピン                     | アジアン・プレミア上映 第65回サン・セバスティアン国際映画祭 新人監督部門 ヨーロッパ地中海映画賞特別賞 受賞作品                                           |
| ヴィクラムとヴェーダ                                 | Vikram Vedha                                    | プシュカル&ガーヤトリ             | インド                         | |

### ディスカバー亜洲電影（ワールド・フォーカス内）
| 上映題 （劇場公開題・DVD題） | 英語題 （原題）               | 監督             | 製作国 | 備考                                                                      |
| ---------------------------- | ----------------------------- | ---------------- | ------ | ------------------------------------------------------------------------- |
| メイド・イン・ホンコン       | MADE IN HONG KONG (香港製造 ) | フルーツ・チャン | 香港   | 1997年の作品 1999年6月12日に日本で劇場公開 デジタル・リマスター版での上映 |

### 台湾電影ルネッサンス2017（ワールド・フォーカス内）
| 上映題 （劇場公開題・DVD題） | 英語題 （原題）                              | 監督             | 製作国   | 備考 |
| ---------------------------- | -------------------------------------------- | ---------------- | -------- | --- |
| フォーリー・アーティスト     | A Foley Artist (擬音 )                       | ワン・ワンロー   | 中華民国 | |
| 大仏+                        | The Great Buddha+ (大佛普拉斯 )              | ホアン・シンヤオ | 中華民国 | 第19回台北映画祭 インターナショナル・ニュー・タレント・コンペティション部門観客賞 受賞作品 第19回台北映画祭 台北電影獎 受賞作品 |
| 怪怪怪怪物!                  | mon mon mon MONSTERS (報告老師!怪怪怪怪物! ) | ギデンズ・コー   | 中華民国 | |

#### ディスカバー亜洲電影（ワールド・フォーカス「台湾電影ルネッサンス2017」内）
| 上映題 （劇場公開題・DVD題） | 英語題 （原題）                | 監督       | 製作国   | 備考                                                                                          |
| ---------------------------- | ------------------------------ | ---------- | -------- | --------------------------------------------------------------------------------------------- |
| 超級大国民                   | Super Citizen Ko (超級大國民 ) | ワン・レン | 中華民国 | 1995年の作品 第8回東京国際映画祭 コンペティション部門 上映作品 デジタル・リマスター版での上映 |

### 国際交流基金アジアセンター presents CROSSCUT ASIA #04 ネクスト! 東南アジア
| 上映題 （劇場公開題・DVD題）   | 英語題 （原題）                                                                  | 監督                                 | 製作国                                  | 備考 |
| ------------------------------ | -------------------------------------------------------------------------------- | ------------------------------------ | --------------------------------------- | --- |
| 大親父と、小親父と、その他の話 | Big Father, Small Father and Other Stories (Cha Và Con Và )                      | ファン・ダン・ジー                   | ベトナム · フランス · ドイツ · オランダ | 2015年の作品 |
| 回転木馬は止まらない           | The Carousel Never Stops Turning (Mobil Bekas dan Kisah-kisah Dalam Putaran )    | イスマイル・バスベス                 | インドネシア                            | |
| 4月の終わりに霧雨が降る        | In April the Following Year, There Was a Fire (Sin Maysar Fon Tok Ma Proi Proi ) | ウィットチャーノン・ソムウムチャーン | タイ · オランダ                         | 2012年の作品 第22回アジアフォーカス・福岡国際映画祭（2012年）上映作品                                                                                |
| キリスト                       | Kristo                                                                           | HF・ヤンバオ                         | フィリピン                              | インターナショナル・プレミア上映 |
| 私のヒーローたち               | My Superheroes (Adiwiraku )                                                      | エリック・オン                       | マレーシア                              | |
| ポップ・アイ                   | Pop Aye                                                                          | カーステン・タン                     | シンガポール · タイ                     | |
| 他者の言葉の物語               | Tales of the Otherwords (Ziarah )                                                | BW・プルバ・ヌガラ                   | インドネシア                            | |
| ヤスミンさん                   | Yasmin-san                                                                       | エドモンド・ヨウ                     | マレーシア                              | ワールド・プレミア上映 |
| ABCなんて知らない              | Don’t Know Much About ABC                                                        | ソク・チャンラド ノム・パニット      | カンボジア                              | カンボジア若手短編集 『ABCなんて知らない』（2015年/22分）、『赤インク』（2016年/21分）、『三輪』（2015年/21分）、『20ドル』（2017年/13分）併せて上映 |
| 赤インク                       | Red Ink                                                                          | リー・ポーレン                       | カンボジア                              | カンボジア若手短編集 『ABCなんて知らない』（2015年/22分）、『赤インク』（2016年/21分）、『三輪』（2015年/21分）、『20ドル』（2017年/13分）併せて上映 |
| 三輪                           | Three Wheels                                                                     | ニアン・カヴィッチ                   | カンボジア                              | カンボジア若手短編集 『ABCなんて知らない』（2015年/22分）、『赤インク』（2016年/21分）、『三輪』（2015年/21分）、『20ドル』（2017年/13分）併せて上映 |
| 20ドル                         | Twenty Dollars                                                                   | サン・チャンヴィサル                 | カンボジア                              | カンボジア若手短編集 『ABCなんて知らない』（2015年/22分）、『赤インク』（2016年/21分）、『三輪』（2015年/21分）、『20ドル』（2017年/13分）併せて上映 |
| カカバカバ・カ・バ?            | Will Your Heart Beat Faster? (Kakabakaba Ka Ba? )                                | マイク・デ・レオン                   | フィリピン                              | 1980年の作品 1993年1月31日に日本で劇場公開 |

### Japan Now
| 上映題 （DVD題）                    | 英語題                                                  | 監督       | 製作国 | 備考                                                    |
| ----------------------------------- | ------------------------------------------------------- | ---------- | ------ | ------------------------------------------------------- |
| 美しい星                            | A BEAUTIFUL STAR                                        | 吉田大八   | 日本   | 2017年5月26日に日本で劇場公開                           |
| 映画 夜空はいつでも最高密度の青色だ | THE TOKYO NIGHT SKY IS ALWAYS THE DENSEST SHADE OF BLUE | 石井裕也   | 日本   | 東京ジェムストーン賞 受賞 2017年5月13日に日本で劇場公開 |
| 幼な子われらに生まれ                | DEAR ETRANGER                                           | 三島有紀子 | 日本   | 2017年8月26日に日本で劇場公開                           |
| 三度目の殺人                        | The Third Murder                                        | 是枝裕和   | 日本   | 2017年9月9日に日本で劇場公開                            |
| 花筐/HANAGATAMI                     | HANAGATAMI                                              | 大林宣彦   | 日本   | 2017年12月16日に日本で劇場公開                          |
| 光                                  | Radiance                                                | 河瀨直美   | 日本   | 2017年5月27日に日本で劇場公開                           |
| 夜は短し歩けよ乙女                  | The Night Is Short, Walk on Girl                        | 湯浅政明   | 日本   | 2017年4月7日に日本で劇場公開                            |

#### 銀幕のミューズたち
| 上映題 （DVD題）       | 英語題                                             | 監督         | 製作国 | 備考                                       |
| ---------------------- | -------------------------------------------------- | ------------ | ------ | ------------------------------------------ |
| 女優特集「安藤サクラ」 |                                                    |              |        |                                            |
| 0.5ミリ                | 0.5㎜                                              | 安藤桃子     | 日本   | 2013年の作品 2014年11月8日に日本で劇場公開 |
| かぞくのくに           | OUR HOMELAND                                       | ヤン・ヨンヒ | 日本   | 2011年の作品 2012年8月4日に日本で劇場公開  |
| 女優特集「蒼井優」     |                                                    |              |        |                                            |
| 家族はつらいよ2        | What a Wonderful Family! 2 (Kazoku wa Tsuraiyo 2 ) | 山田洋次     | 日本   | 2017年5月27日に日本で劇場公開              |
| 花とアリス             | hana and alice                                     | 岩井俊二     | 日本   | 2004年の作品 2004年3月13日に日本で劇場公開 |
| 女優特集「満島ひかり」 |                                                    |              |        |                                            |
| 海辺の生と死           | Life and Death On the Shore                        | 越川道夫     | 日本   | 2017年7月29日に日本で劇場公開              |
| 愚行録                 | GUKOROKU - TRACES OF SIN                           | 石川慶       | 日本   | 2017年2月18日に日本で劇場公開              |
| 女優特集「宮﨑あおい」 |                                                    |              |        |                                            |
| 怒り                   | RAGE                                               | 李相日       | 日本   | 2016年の作品 2016年9月17日に日本で劇場公開 |
| EUREKA                 | EUREKA                                             | 青山真治     | 日本   | 2001年の作品 2001年1月20日に日本で劇場公開 |

### ユース

#### TIFFチルドレン
| 上映題               | 英語題              | 監督                                | 製作国         | 備考 |
| -------------------- | ------------------- | ----------------------------------- | -------------- | --- |
| キッド               | The Kid             | チャールズ・チャップリン            | アメリカ合衆国 | 『キッド』（1921年/52分）、『キートンのマイホーム』（1920年/25分）併せて上映 古後公隆によるキーボード・チェロ生演奏付き                                    |
| キートンのマイホーム | One Week            | バスター・キートン エディ・クライン | アメリカ合衆国 | 『キッド』（1921年/52分）、『キートンのマイホーム』（1920年/25分）併せて上映 古後公隆によるキーボード・チェロ生演奏付き                                    |
| キートンの蒸気船     | Steamboat Bill, Jr. | チャールズ・リーズナー              | アメリカ合衆国 | 『キートンの蒸気船』（1928年/71分）、『冒険』（1917年/26分）併せて上映 古後公隆によるキーボード・チェロ生演奏付き 『キートンの蒸気船』は大野裕之の解説付き |
| 冒険                 | The Adventurer      | チャールズ・チャップリン            | アメリカ合衆国 | 『キートンの蒸気船』（1928年/71分）、『冒険』（1917年/26分）併せて上映 古後公隆によるキーボード・チェロ生演奏付き 『キートンの蒸気船』は大野裕之の解説付き |
| 午前一時             | ONE A.M.            | チャールズ・チャップリン            | アメリカ合衆国 | 『午前一時』（1916年/27分）、『質屋』（1916年/26分）併せて上映 サイレント作品につき声優口演付き                                                            |
| 質屋                 | The Pawnshop        | チャールズ・チャップリン            | アメリカ合衆国 | 『午前一時』（1916年/27分）、『質屋』（1916年/26分）併せて上映 サイレント作品につき声優口演付き                                                            |

#### TIFFティーンズ
| 上映題 （劇場公開題・DVD題） | 英語題 （原題） | 監督                   | 製作国            | 備考 |
| --- | --- | ---------------------- | ----------------- | --- |
| ハウス・オブ・トゥモロー | The House of Tomorrow | ピーター・リヴォルシー | アメリカ合衆国    | インターナショナル・プレミア上映 |
| リーナ・ラブ | Lena Love | フロリアン・ガーグ     | ドイツ            | |
| マウンテン・ミラクル | Mountain Miracle (Amelie rennt )                                                                                                | トビアス・ウィーマン   | ドイツ · イタリア | アジアン・プレミア上映 |
| 映画万歳! | Living Cinema (Viva o Cinema ! )                                                                                                | パウロ・パストレロ     | ブラジル          | インターナショナル・プレミア上映 |
| 映画が生まれるとき | When A Film is Born | 西原孝至               | 日本              | ワールド・プレミア上映 中学生による映画制作ワークショップ（特別講師：諏訪敦彦）で制作した短編4作と、そのワークショップを撮影したドキュメンタリー『映画が生まれるとき』（31分）を併せて上映 |
| TIFFティーンズ映画教室2017 制作作品 『本心』（8分）、『Diary of the Tragedies』（10分）、『1人ぼっちBOX』（7分）、『爆発どらむの沈黙』（13分） | TIFF 2017: Teens Meet Cinema "Hidden Feelings" , "Diary of the Tragedies" , "Lonely BOX" , "The Silence of the Exploding Drums" |                        | 日本              | ワールド・プレミア上映 中学生による映画制作ワークショップ（特別講師：諏訪敦彦）で制作した短編4作と、そのワークショップを撮影したドキュメンタリー『映画が生まれるとき』（31分）を併せて上映 |

### 「PFFアワード2017」グランプリ受賞作品上映
| 上映題 （劇場公開題・DVD題） | 英語題    | 監督   | 製作国 | 備考                                                              |
| ---------------------------- | --------- | ------ | ------ | ----------------------------------------------------------------- |
| わたしたちの家               | Our House | 清原惟 | 日本   | PFF（ぴあフィルムフェスティバル）アワード2017 グランプリ 受賞作品 |

### 「SKIPシティ国際Dシネマ映画祭2017」受賞作品上映
| 上映題 （劇場公開題・DVD題） | 英語題           | 監督     | 製作国 | 備考 |
| ---------------------------- | ---------------- | -------- | ------ | --- |
| 三尺魂                       | 3ft Ball & Souls | 加藤悦生 | 日本   | SKIPシティ国際Dシネマ映画祭2017 SKIPシティアワード 受賞作品 SKIPシティ国際Dシネマ映画祭2017 長編部門観客賞 受賞作品 |

### 日本映画クラシックス
| 上映題   | 英語題                  | 監督     | 製作国 | 備考 |
| -------- | ----------------------- | -------- | ------ | --- |
| 山椒大夫 | SANSHO THE BAILIFF      | 溝口健二 | 日本   | 1954年の作品 1954年3月31日に日本で劇場公開 4Kデジタル復元版での上映                                        |
| 影武者   | Kagemusha               | 黒澤明   | 日本   | 1980年の作品 1980年4月26日に日本で劇場公開 4Kデジタルリマスター版での上映。日本映画専門チャンネル presents |
| 楢山節考 | The Ballad of Narayama  | 今村昌平 | 日本   | 1983年の作品 1983年4月29日に日本で劇場公開 デジタルリマスター版での上映                                    |
| 近松物語 | A Story From Chikamatsu | 溝口健二 | 日本   | 1954年の作品 1954年11月23日に日本で劇場公開 4Kデジタル復元版での上映                                       |

### 第30回東京国際映画祭プレゼンツ 歌舞伎座スペシャルナイト
| 上映題 | 英語題       | 監督       | 製作国 | 備考 |
| ------ | ------------ | ---------- | ------ | --- |
| 地獄門 | Gate of Hell | 衣笠貞之助 | 日本   | 1953年の作品 1953年10月31日に日本で劇場公開 4Kデジタル復元版で歌舞伎座の上映 市川海老蔵による舞踊「男伊達花廓」付き |

### 映画監督 原 恵一の世界
| 上映題                                                    | 英語題                                                               | 監督   | 製作国 | 備考                                               |
| --------------------------------------------------------- | -------------------------------------------------------------------- | ------ | ------ | -------------------------------------------------- |
| エスパー魔美 星空のダンシングドール                       | Mami the Psychic: Dancing Dolls in a Starry Sky                      | 原恵一 | 日本   | 1988年の作品（41分） 1988年3月12日に日本で劇場公開 |
| 映画クレヨンしんちゃん 嵐を呼ぶ モーレツ!オトナ帝国の逆襲 | Crayon Shin-chan: The Storm Called: The Adult Empire Strikes Back    | 原恵一 | 日本   | 2001年の作品 2001年4月21日に日本で劇場公開         |
| 映画クレヨンしんちゃん 嵐を呼ぶ アッパレ!戦国大合戦       | Crayon Shin-chan: The Storm Called: The Battle of the Warring States | 原恵一 | 日本   | 2002年の作品 2002年4月20日に日本で劇場公開         |
| 河童のクゥと夏休み                                        | Summer Days With Coo                                                 | 原恵一 | 日本   | 2007年の作品 2007年7月28日に日本で劇場公開         |
| カラフル                                                  | Colorful                                                             | 原恵一 | 日本   | 2010年の作品 2010年8月21日に日本で劇場公開         |
| はじまりのみち                                            | Dawn of a Filmmaker: The Keisuke Kinoshita Story                     | 原恵一 | 日本   | 2013年の作品 2013年6月1日に日本で劇場公開          |
| 百日紅〜Miss HOKUSAI〜                                    | Miss Hokusai                                                         | 原恵一 | 日本   | 2015年の作品 2015年5月9日に日本で劇場公開          |

### その他
- スティーヴン・ソダーバーグの世界 supported by American Airlines
  - 『セックスと嘘とビデオテープ』（監督：スティーヴン・ソダーバーグ/1989年）
  - 『オーシャンズ11』（監督：スティーヴン・ソダーバーグ/2001年）
  - 『エージェント・マロリー』（監督：スティーヴン・ソダーバーグ/2011年）
- ミッドナイト・フィルム・フェス! プレイベント
  - マイケル・ジャクソン最新アルバム〈スクリーム〉リリース記念 ハロウィン限定プレミアム上映『マイケル・ジャクソン スリラー3D』＋『マイケル・ジャクソン ゴースト』
    - 『マイケル・ジャクソン スリラー3D』（監督：ジョン・ランディス/2017年/14分）
    - 『マイケル・ジャクソン ゴースト』（監督：スタン・ウィンストン/1996年/40分）
- ミッドナイト・フィルム・フェス!
  - WOWOW映画工房300回＆『君の名は。』初放送記念 新海誠オールナイト in 東京国際映画祭（英語字幕無しでの上映[29]）
    - 『映画の妖精 フィルとムー』（監督：秦俊子/2017年/6分） - ワールドプレミア上映
    - 『君の名は。』（監督：新海誠/2016年/108分）
    - 『言の葉の庭』（監督：新海誠/2013年/46分）
    - 『星を追う子ども』（監督：新海誠/2011年/116分）
    - 『秒速5センチメートル』（監督：新海誠/2007年/63分）
    - 『雲のむこう、約束の場所』（監督：新海誠/2004年/91分）

  - ジョージ・A・ロメロ フォーエバーナイト 〜ロメロよ今夜もありがとう〜
    - 『マーティン/呪われた吸血少年』 Martin （監督：ジョージ・A・ロメロ/1977年）
    - 『ナイト・オブ・ザ・リビングデッド』（監督：ジョージ・A・ロメロ/1968年）
    - 『ゾンビ』（監督：ジョージ・A・ロメロ/1978年） - 米国劇場公開版で上映

  - 都会女子論〜幸せのかたちは自分で決める!
    - 『アニー・ホール』（監督：ウディ・アレン/1977年） - 4K上映
    - 『メットガラ ドレスをまとった美術館』 The First Monday in May （監督：アンドリュー・ロッシ（英語版）/2016年）
    - 『フランシス・ハ』（監督：ノア・バームバック/2012年）

  - 『ジグソウ：ソウ・レガシー』公開記念! 朝まで同“ソウ”会!
    - 『ジグソウ:ソウ・レガシー』 Jigsaw （監督：スピエリッグ兄弟/2017年）
    - 『ソウ』（監督：ジェームズ・ワン/2004年）
    - 『ソウ2』（監督：ダーレン・リン・バウズマン/2005年）
    - 『ソウ3』（監督：ダーレン・リン・バウズマン/2006年）

  - SHINPA vol.6 in Tokyo International Film Festival（英語字幕無しでの上映[29]）
    - 『赤青緑』（監督：今泉力哉/20分）
    - 『It Girls: Anytime Smokin' Cigarette』（監督：小林達夫/44分）
    - 『SHE/LL』（監督：佐津川愛美/14分）
    - 『渦』（監督：竹内里紗/35分）
    - 『ザ・パーフェクト・グレイ』（監督：堤裕介/50分）
    - 『LOCAL RULE』（監督：二宮健/36分）
    - 『ハルオ』（監督：前野朋哉/16分）
    - 『過ぎて行け、延滞10代』（監督：松本花奈/46分）
    - 『永遠の少女』（監督：安川有果/25分）
    - 『SUMMER KIDS』（監督：渡辺大知/42分）

  - “リッスン・ウィズアウト・プレジュディス＋MTVアンプラグド” リリース記念 『ジョージ・マイケル:フリーダム』ジャパン・プレミア
    - 『ジョージ・マイケル:フリーダム』（監督：デヴィッド・オースティン（英語版）、ジョージ・マイケル/2017年） - 初回のプレミア上映後は、全上映回入場無料で翌朝まで繰り返し上映[44]
- 第30回特別企画 トリビュート・トゥ・ミュージカル supported by スターチャンネル
  - 『オズの魔法使』（監督：ビクター・フレミング/1939年）
  - 『サウンド・オブ・ミュージック』（監督：ロバート・ワイズ/1965年）
  - 『オペラ座の怪人』（監督：ジョエル・シュマッカー/2004年）
  - 『レ・ミゼラブル』（監督：トム・フーパー/2012年）
  - 『ラ・ラ・ランド』（監督：デイミアン・チャゼル/2016年）
  - 『美女と野獣』（監督：ビル・コンドン/2017年）
- TIFFマスタークラス
  - ブリランテ・メンドーサ監督の演出論
  - 河瀨直美監督スペシャルトークイベント
    - 『東の狼』（監督：カルロス・M・キンテラ、エグゼクティブ・プロデューサ：河瀨直美/2017年）も上映

  - 曽利文彦監督「ハガレン」トークイベント
  - 第4回“SAMURAI（サムライ）”賞授賞記念 坂本龍一スペシャルトークイベント〜映像と音の関係〜
- ジョージ・イーストマン博物館 映画コレクション（11月5日（日）まで上映）
  - 『ベン・ハー』（監督：フレッド・ニブロ/1925年）
  - 『人生の乞食』 Beggars of Life （監督：ウィリアム・A・ウェルマン/1928年）
  - 『クイーン・ケリー』 Queen Kelly （監督：エリッヒ・フォン・シュトロハイム/1931年） - スワンソン・エンディング版にて上映
  - 『グランド・ホテル』（監督：エドマンド・グールディング/1932年）
  - 『戦艦バウンティ号の叛乱』（監督：フランク・ロイド/1935年）
  - 『マルクス一番乗り』（監督：サム・ウッド/1937年）
  - 『生まれながらの悪女』 Born to Be Bad （監督：ニコラス・レイ/1950年）
  - 『パンドラ』 Pandora and the Flying Dutchman （監督：アルバート・ルーイン（英語版）/1951年）
- Tokyo Film Arena
  - 『写真甲子園 0.5秒の夏』上映記念スペシャル・トーク＆ライブ
  - 『パイレーツ・オブ・カリビアン/最後の海賊』MovieNEX発売記念 プレミアムフライデー・ハロウィンシネマ
    - 『パイレーツ・オブ・カリビアン/呪われた海賊たち』（監督：ゴア・ヴァービンスキー/2003年）を上映

  - WOWOWとGYAOの新番組 「僕声」製作決定記念 声優トークイベント
  - ポケモンアニメ・映画20周年記念 特別ステージ
  - Cinema Arena 30（野外上映）
    - 『アルゴ』（監督：ベン・アフレック/2012年/第25回上映）
    - 『アルマゲドン』（監督：マイケル・ベイ/1998年/第11回オープニング作品）
    - 『ウォーリー』（監督：アンドリュー・スタントン/2008年/第21回クロージング作品）
    - 『エアフォース・ワン』（監督：ウォルフガング・ペーターゼン/1997年/第10回オープニング作品）
    - 『カールじいさんの空飛ぶ家』（監督：ピート・ドクター /2009年/第22回クロージング作品）
    - 『歓待1.1』（監督：深田晃司/2010年/第23回上映）
    - 『グリーン・デスティニー』（監督：アン・リー/2000年/第13回上映）
    - 『刑事ジョン・ブック 目撃者』（監督：ピーター・ウィアー/1985年/第1回上映）
    - 『最強のふたり』（監督：オリヴィエ・ナカシュ（フランス語版）、エリック・トレダノ（フランス語版）/2011年/第24回 東京サクラグランプリ 受賞作品）
    - 『ザ・タウン』（監督：ベン・アフレック/2010年/第23回クロージング作品）
    - 『サラの鍵』（監督：ジル・パケ＝ブランネール（フランス語版）/2010年/第23回 最優秀監督賞・観客賞 受賞作品）
    - 『12人の優しい日本人』（監督：中原俊/1991年/第4回上映）
    - 『シングルマン』（監督：トム・フォード/2009年/第22回上映）
    - 『タイタニック』（監督：ジェームズ・キャメロン/1997年/第10回オープニング作品）
    - 『滝を見にいく』（監督：沖田修一/2014年/第27回 スペシャル・メンション 受賞作品）
    - 『チャーリーズ・エンジェル』（監督：マックG/2000年/第13回クロージング作品）
    - 『トム・アット・ザ・ファーム』 Tom à la ferme （監督：グザヴィエ・ドラン/2013年/第26回上映）
    - 『初恋のきた道』（監督：チャン・イーモウ/1999年/第13回上映）
    - 『フィールド・オブ・ドリームス』（監督：フィル・アルデン・ロビンソン/1989年/第3回上映）
    - 『ブタがいた教室』（監督：前田哲/2008年/第21回 審査員賞・観客賞 受賞作品）
    - 『不都合な真実』（監督：デイビス・グッゲンハイム /2006年/第19回上映）
    - 『ベイマックス』（監督：ドン・ホール/2014年/第27回オープニング作品）
    - 『迷子の警察音楽隊』（監督：エラン・コリリン/2007年/第20回 東京サクラグランプリ 受賞作品）
    - 『めぐり逢えたら』（監督：ノーラ・エフロン/1993年/第6回上映）
    - 『ユージュアル・サスペクツ』（監督：ブライアン・シンガー/1995年/第8回 東京ゴールド賞・都知事賞 受賞作品）
    - 『湯を沸かすほどの熱い愛』（監督：中野量太/2016年/第29回上映）
    - 『乱』（監督：黒澤明/1985年/第1回オープニング作品）
    - 『ロック、ストック&トゥー・スモーキング・バレルズ』（監督：ガイ・リッチー /1998年/第11回 最優秀監督賞 受賞作品）
- 『ゴジラ』シネマ・コンサート
  - 『ゴジラ』（監督：本多猪四郎、円谷英二/1954年）をフルオーケストラによる演奏とともに上映
- Tower Light Cinema 映画の話をしに来ませんか（映画祭開催前の10月7日（土）、10月8日（日）に野外上映）
  - 『月世界旅行』（監督：ジョルジュ・メリエス/1902年/16分）
  - 『キートンの探偵学入門』 Sherlock Jr. （監督：バスター・キートン/1924年/50分）
  - 『ヒューゴの不思議な発明』（監督：マーティン・スコセッシ/2011年/126分）
- Japan Content Showcase

## 共催・提携企画
- 第14回文化庁映画週間
  - 『五島のトラさん』（監督：大浦勝/2016年）
  - 『人生フルーツ』（監督：伏原健之/2016年）
  - 『まなぶ 通信制中学 60年の空白を越えて』（監督：太田直子/2016年）
- 日本映画監督協会新人賞、上映とシンポジウム
  - 『ケンとカズ』（監督：小路紘史/2016年）
- 世界最大のアニメーション映画祭「アヌシー国際アニメーション映画祭」紹介セミナー
- MPAセミナー
- BS10 スターチャンネル 映画アカデミー: 映画予告編制作者による映画の“見方” “楽しみ方”
- みなと上映会（英語字幕無しでの上映[29]）
  - 『サムライ』（監督：ジャン＝ピエール・メルヴィル/1967年）
  - 『ミニスキュル 〜森の小さな仲間たち〜』（監督：エレーヌ・ジロー（フランス語版）、トマス・ザボ（フランス語版）/2013年）
- 京都フィルムメーカーズラボ
- MPTE AWARDS 2017 第70回表彰式
- キネコ国際映画祭2017
- 第11回 田辺・弁慶映画祭
- 独立映画鍋シンポジウム「集まれ学生！ 先輩に聞く 映画業界本音ガイダンス2017 〜現場ってホントはどんなところ？〜」
- 映文連 国際短編映像祭　映文連アワード2017
- 2017東京／沖縄・中国映画週間
- コリアン・シネマ・ウィーク 2017
- 第14回ラテンビート映画祭
- 2017東京台湾未来映画週間
- ショートショート フィルムフェスティバル & アジア 秋の上映会

## 受賞結果
最終日11月3日に東京・EXシアター六本木で行われたクロージングセレモニーにて各賞が発表された。
コンペティション
- 東京グランプリ： 『グレイン』 Grain (監督： セミフ・カプランオール)
- 審査員特別賞： 『ナポリ、輝きの陰で』 (監督： シルヴィア・ルーツィ、ルカ・ベッリーノ)
- 最優秀監督賞： エドモンド・ヨウ（英語版） (『アケラット－ロヒンギャの祈り』)
- 最優秀女優賞： アデリーヌ・デルミー（フランス語版） (『マリリンヌ』 Maryline )
- 最優秀男優賞： ドアン・イーホン（英語版） (『迫り来る嵐』)
- 最優秀芸術貢献賞： 『迫り来る嵐』 (監督： ドン・ユエ)
- 最優秀脚本賞 Presented by WOWOW： テーム・ニッキ（フィンランド語版） (『ペット安楽死請負人』)
- 観客賞： 『勝手にふるえてろ』 (監督： 大九明子)

アジアの未来
- アジアの未来 作品賞： 『僕の帰る場所』 (監督： 藤元明緒)
- 国際交流基金アジアセンター特別賞： 藤元明緒 (『僕の帰る場所』)
- アジアの未来 スペシャルメンション： 『老いた野獣』 (監督： チョウ・ズーヤン)

日本映画スプラッシュ
- 日本映画スプラッシュ作品賞： 『Of Love & Law』 (監督： 戸田ひかる)

“SAMURAI（サムライ）”賞
- 第4回“SAMURAI（サムライ）”賞[46]： 坂本龍一

東京ジェムストーン賞
- 松岡茉優 (『勝手にふるえてろ』)
- 石橋静河 (『映画 夜空はいつでも最高密度の青色だ』)
- アデリーヌ・デルミー（フランス語版） (『マリリンヌ』 Maryline )
- ダフネ・ロー (『アケラット－ロヒンギャの祈り』)

## 審査員

### コンペティション
- 審査委員長
  - トミー・リー・ジョーンズ （俳優／映画監督）
- 審査員
  - マルタン・プロヴォ（フランス語版） （映画監督）
  - レザ・ミルキャリミ（英語版） （映画監督／脚本家／プロデューサー）
  - ヴィッキー・チャオ （女優／映画監督）
  - 永瀬正敏 （俳優）

### アジアの未来
- ホセ＝ルイス・レボルディノス （サン・セバスティアン国際映画祭ディレクター・ジェネラル）
- オ・ジョンワン （プロデューサー）
- 行定勲 （映画監督）

### 国際交流基金アジアセンター特別賞
- ニック・ディオカンポ（フィリピン大学フィルム・インスティトゥート准教授）
- 松本正道 （シネマテーク・ディレクター）

### 日本映画スプラッシュ
- ジェイコブ・ウォン（香港国際映画祭キュレーター）
- ナシェン・ムードリー（シドニー映画祭（英語版）ディレクター）
- 柳町光男 （映画監督）